# Rabiąż
Rabiąż [rabjąsz] (deutsch Fernosfelde) ist ein Dorf in der polnischen Woiwodschaft Westpommern. Der Ort gehört zur Gmina Wolin (Stadt- und Landgemeinde Wollin) im Powiat Kamieński (Camminer Kreis).

## Geographische Lage

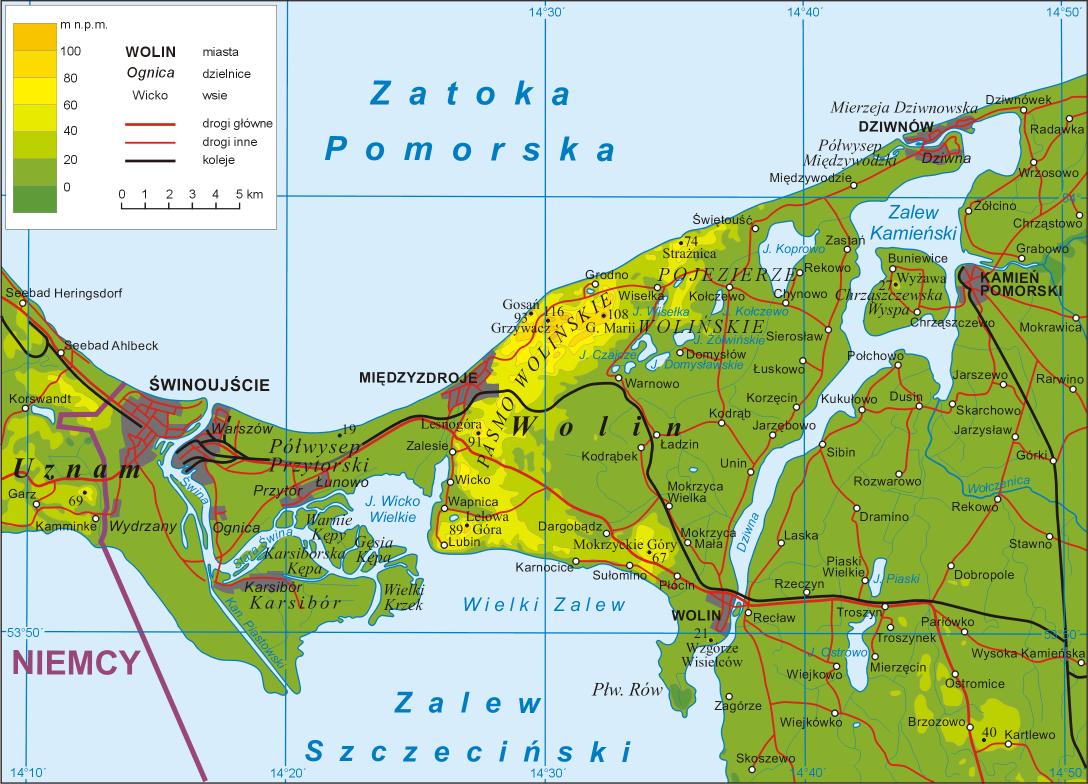
Karte der Insel Wolin

Der Ort befindet sich im Inneren der Insel Wolin (Wollin) in Hinterpommern, etwa 8 km von der zur Ostsee gehörenden Pommerschen Bucht entfernt. Er liegt 9 km östlich von Wolin (Wollin) und 16 km westlich von Kamień Pomorski (Kammin). Die frühere Kolonie zählt heute 40 Einwohner.

## Geschichte
Fernosfelde wurde 1780 als Kolonie gegründet und dem Kirchspiel Kolzow zugeteilt. Die ersten Kolonisten und Hausbewohner waren laut dem Mitarbeiter des volkskundlichen Archivs für Pommern und Mitglied der Gesellschaft für pommersche Geschichte und Altertumskunde August Zöllner im Jahr 1782:
Christian Rix, Kolonist

Gottlieb Callin, Kolonist

Ernst Ziemer, Kolonist

Johann Zech, Kolonist

Daniel Haak, Kolonist

Braunschweig, Kolonist

Borkenhagen, Musketier

Glander, Musketier

Martin Pagel, Pächter der Holländerei (nach Kolzow eingepfarrt), 1789
Schon bald kamen weitere Siedler nach Fernosfelde. In dem vom Prediger Tobold geführten Kolzower Kirchenbuch findet sich gegen Ende des Trauregisters von 1800 ein Hinweis auf den Fernosfelder Besitzer Christian Wilhelm Grundeich: Der Besitzer von Fernosfelde hl. Christiann Wilhelm Grundeich, Kaufmannssohn aus Neuwarß, ist mit Mamesell Charlotta Louisa Wendelburgs, Kaufmans Tochter aus Wollin, dreimal alhier öffentlich aufgeboten worden, die Trauung geschieht in Wollin.
1805 findet sich am angegebenen Ort unter der laufenden Nummer 20 der Hinweis auf den verstorbenen Erbpächter und Eigentümer Daniel Holze in Fernosfelde: Am Sechsten December, als am Freitage ist Jacob David Krause ein junger Coßäth in Neüendorff und einziger ehrlicher Sohn, des Coßäthen Christiann Krause in Neüendorff, mit Jungfer Beata Luisa Holzen, des verstorbenen Erbpächters und Eigenthümers Daniel Holzen in Fernosfelde, nachgelaßenen Jüngsten ehelichen Tochter, ehelich eingesegnet worden. Beide sind in den 20gen und seine Eltern haben in die Heirath consentirt.
Das Landbuch des Herzogthums Pommern und des Fürstenthums Rügen (1865) verzeichnet Fernosfelde, Colonie als ländliche Ortschaft im Zuständigkeitsbereich des Kreisgerichts Kammin.
Im Jahr 1928 wurde der kleine Ort nach Rehberg eingemeindet. Damit war Fernosfelde ein Wohnort in der Gemeinde Rehberg im Kreis Usedom-Wollin in der Provinz Pommern. Neben diesem Wohnort gab es in der Gemeinde Rehberg noch die beiden anderen Wohnorte Bahnhof Rehberg und Rehberg. Die Gemeinde Rehberg gehörte zum Amtsbezirk Kodram.
Seit 1945 gehört Fernosfelde zu Polen und wurde nach Vertreibung der deutschen Einwohner durch die Kommission zur Umbenennung der deutschen Orts- und Flurnamen in „Rabiąż“ umbenannt. Im Zeitraum 1975–1998 gehörte der Ort administrativ zur Woiwodschaft Stettin.